# Фудзімото Мотоко
Фудзімото Мотоко  (яп. 藤本索子, 25 грудня 1980) — японська софтболістка, олімпійська чемпіонка.

## Виступи на Олімпіадах
| Олімпіада  | Дисципліна | Місце |
| ---------- | ---------- | ----- |
| Пекін 2008 | софтбол    | 1     |